# Days of Wonder
Days of Wonder es una editorial de juegos de mesa de estilo alemán, de los que también ha producido versiones electrónicas. Fue fundada en 2002, con sede en Los Altos, California, por Eric Hautemont y Mark Kaufman, dos técnicos de Silicon Valley. El 25 de agosto de 2014 pasó a ser una filial de la editorial francesa Asmodée Éditions.

## Historia
El fundador, Eric Hautemont, es un ingeniero informático francés que emigró a California por motivos de trabajo, donde en los años noventa fundó la empresa de software 3D Ray Dream, que luego vendió a Fractal Design. Con el capital obtenido creó su propia empresa de capital riesgo. Apasionado jugador de Gang of Four, por aquel entonces publicado por la editorial francesa Dargaud, había comprado varias copias del juego para regalar a sus amigos. En 2002, cuando la editorial francesa dejó de publicarlo, compró los derechos al autor del juego y fundó Days of Wonder con algunos amigos para publicarlo. Junto con Gang of Four publicó ese mismo año Fist of Dragonstones, un juego de Bruno Faiduti, a quien había conocido mientras se informaba sobre la situación y las tendencias del mercado de los juegos de mesa antes de fundar la empresa.
Desde sus inicios, la empresa adoptó la filosofía de publicar unos pocos juegos al año, priorizando su calidad y el soporte a sus clientes, y ofreció a sus clientes un sitio web multilingüe (inglés, francés y alemán) con el historial de los juegos publicados, análisis estadísticos, estrategias y jugabilidad, y un foro de comentarios. Cada caja de juegos publicados incluye un código para registrarse en el sitio y acceder a una versión en línea.
En 2006, publicó el juego más exitoso de la editorial: Aventureros al tren de Alan R. Moon, que ganó numerosos premios, incluyendo el Spiel des Jahres alemán y el Premio Origins estadounidense. Otros juegos destacados son Small World, de Philippe Keyaerts (2009) y Memoir '44, de Richard Borg (2004).